# Paula Usero
Paula Usero García (Valencia, 22 de octubre de 1991) es una actriz española de teatro, cine y televisión. Conocida principalmente por interpretar a Luisita Gómez en la serie Amar es para siempre y su spin-off Luimelia.
Gracias a su papel de Lidia en la película La boda de Rosa y de Luisita en #Luimelia, está nominada a múltiples premios tanto nacionales como internacionales.

## Biografía
Paula Usero nació el 22 de octubre de 1991 en Valencia. Años más tarde se trasladó a Madrid para seguir su carrera.

## Carrera
Paula emprendió su carrera a los 7 años, cuando comenzó a ser la imagen de la marca de muñecas de Famosa, participó en otras campañas como Arroz la Fallera y protagonizó desfiles para las marcas Sabelma o Zenobia. Durante su infancia se formó en la Escuela del Actor.
Cuando terminó bachillerato, empezó a cursar Ciencias Políticas en la Universidad de Valencia. Durante esos meses realizó cortos con amigos que estudiaban comunicación audiovisual, quienes le plantearon dedicarse seriamente a la interpretación. Poco tiempo después, dejó la carrera y accedió, en 2012, a la Escuela Superior de Arte Dramático (ESAD) de Valencia, donde cursó el Grado de Interpretación Textual. También se formó a través de diferentes cursos como el de caracterización, por Carlos Marco, el de verso libre de Shakespeare en contexto contemporáneo, con Ximo Flores, el de esgrima escénica, por el Maestro Vicente Safont, o el de Técnicas de movimiento y acrobacia, por Luis Meliá.
En 2015, cuando cursaba tercero de carrera participó en su primer Largometraje, El olivo, de Icíar Bollaín. En esta película trabajó con grandes actores y actrices como Anna Castillo o Javier Gutiérrez.
Se trasladó a Madrid en el año 2016 después de acabar la carrera en la ESAD. Ese mismo año grabó el cortometraje Filter, en el que hace el papel de Sofía, la novia de Pablo, donde éste se encuentra ante la prueba más difícil que se ha encontrado: equilibrar el amor, la vida y la muerte. En 2017 protagonizó el corto Irene's Love, realizado por «Moebius Films» (Fundación Síndrome de Möbius), que gana el premio al mejor corto muestra por la discapacidad.
Ese mismo año trabajó en la serie de televisión Velvet Colección en el papel de Inés, una chica que llega de Alemania junto a su prometido Manolito (Ignacio Montes). Ella será la mano derecha de Raúl de la Riva (Asier Etxeandia). A finales de este año empezó a trabajar en la sexta temporada de la famosa serie Amar es para siempre, en el papel de Luisita Gómez, hija de Manolita y Marcelino, quienes regentan un bar en la Plaza de los Frutos.
Durante el año 2018 aparece en un capítulo de Paquita Salas representando a Charlotte García, antigua secretaria de PS Management. Al mismo tiempo, continuó trabajando en la séptima temporada de Amar es para siempre, en la que tomó un papel protagonista gracias a su trama romántica con Amelia (Carol Rovira). La relación entre ambas se basa en una historia de amor entre dos mujeres durante el año 1976, juntas forman la pareja ficticia «Luimelia».
En el año 2019, aparece en un episodio de la serie de Movistar+ Justo antes de Cristo, donde interpreta el papel de Rosaura. En marzo de 2019 se le hace entrega junto a su pareja en la ficción, Carol Rovira, del premio Andalesgai 2019 para la visibilidad. En mayo del mismo año participó en la campaña Generación Nylon de Nylon Spain junto a Mary Ruíz, Belinda Washington, María Valero y Bely Basarte.
En 2019 estuvo grabando la octava temporada de Amar es para siempre y el largometraje dirigido por Icíar Bollaín, La boda de Rosa, el cual estaba previsto de estrenarse en marzo de 2020 en el Festival de Málaga, pero que tuvo que ser aplazado a causa de la situación del COVID-19, por lo que la película acabó estrenándose en agosto de 2020 durante la Filmoteca d'estiu en Valencia.
El 14 de febrero de 2020 estrenó, junto a Carol Rovira, un spin-off de Amar es para siempre titulado #Luimelia, que surge gracias al éxito que tuvo en redes sociales la pareja formada por Luisita y Amelia. El éxito que tuvo fue tan grande que la plataforma Atresplayer Premium decidió renovar la serie por dos temporadas más.
Además, el 22 de noviembre de 2020 se estrenó Luimelia77 junto a Carol Rovira, un montaje que recopilaba algunos de los momentos más característicos de la pareja a la que dan vida en la famosa serie de Antena 3 Amar es para siempre. Además, en agosto de 2020, la actriz comenzó el rodaje de una nueva serie para Antena 3 titulada La cocinera de Castamar, donde da vida a Elisa Costa, una de las doncellas. La serie tuvo su estreno el 21 de febrero de 2021 a través de la plataforma Atresplayer Premium y el 8 de abril de 2021 en abierto en el canal de Antena 3. Además, cada capítulo en abierto es emitido al día siguiente en la plataforma Netflix.
En agosto de 2020, conocíamos la noticia de que Paula, junto a la también actriz valenciana María Caballero, se sumergía en un proyecto nuevo, propio, que consistía en un grupo musical llamado Las hermanitas de la Calidad. Según algunas entrevistas, el grupo ha grabado su primer sencillo llamado Cuando haces pop, cuyo videoclip se rodó en abril de 2021, y se ha estrenado el 18 de junio de 2021.
El 10 de diciembre de 2020, Paula fue nominada al Premio Feroz como mejor actriz de reparto. El 14 de enero de 2021 fue nominada a mejor actriz revelación en las Medallas del Círculo de Escritores Cinematográficos. Solo 4 días después, el 18 de enero de 2021, fue nominada a la categoría de mejor actriz revelación en los Premios Goya. Todos estos premios son gracias a su papel de Lidia en la película La boda de Rosa. El 28 de enero de 2021, fue nominada, junto a Carol Rovira, a los premios GLAAD Media Awards en la categoría Outstanding Spanish-Language Scripted Television Series por su serie #Luimelia.
A finales de 2020 conocemos la noticia de que la serie #Luimelia, de la cual es protagonista, es renovada para una cuarta temporada, y que, además, contará con más presupuesto y con capítulos de mayor duración a lo acostumbrado. El rodaje de dicha temporada comenzó el 12 de abril de 2021 y terminó el 27 de mayo de 2021, contando además con actores y actrices de gran calibre.
En marzo de 2021, Paula empieza a rodar el cortometraje XSmall, dirigido por la también actriz Alba Gutiérrez, con la que compartió pantalla en la serie diaria Amar es para siempre.
El 28 de mayo de 2021, el festival de Cinema Jove de Valencia, anuncia que reconocerá a Paula en su 36 edición con el premio Un futuro de cine, premio que augura un porvenir de éxitos a intérpretes de la nueva hornada de la industria audiovisual española, premio que se le entregará en la gala de clausura el 26 de junio de 2021. Además, según anunciaron a principio de junio en las redes sociales de su grupo musical, Las hermanitas de la Calidad, el sencillo Cuando haces pop forma parte de la BSO de un cortometraje homónimo que se estrenaría en esta misma edición del festival, formando parte de la sección oficial de cortometrajes. Dicho corto se proyectará los días 20 y 24 de junio, siendo el 24 de junio su presentación oficial. 
El 12 de junio de 2021, Paula entregó junto a la actriz Ángela Cremonte la Biznaga de plata, premio del público, de la 24 edición del Festival de Málaga. Más adelante, el 21 de junio de 2021, Paula conducirá la gala de los premios Fotogramas de plata 2021, según anunciaron en las redes sociales oficiales.

## Filmografía

### Cine
| Año  | Título            | Personaje         | Director        |
| ---- | ----------------- | ----------------- | --------------- |
| 2016 | El olivo          | Adelle            | Icíar Bollaín   |
| 2020 | La boda de Rosa   | Lidia Román       | Icíar Bollaín   |
| 2022 | Llenos de gracia  | Hermana Angelines | Roberto Bueso   |
| 2023 | Solos en la noche | Marisol           | Guillermo Rojas |

### Televisión
| Año               | Título                  | Personaje                            | Cadena                 | Notas         |
| ----------------- | ----------------------- | ------------------------------------ | ---------------------- | ------------- |
| 2017 - 2018       | Velvet Colección        | Inés                                 | Movistar+              | 20 episodios  |
| 2017 - 2020, 2024 | Amar es para siempre    | María Luisa "Luisita" Gómez Sanabria | Antena 3               | 650 episodios |
| 2018              | Paquita Salas           | Charlotte García                     | Netflix                | 1 episodio    |
| 2019              | Justo Antes de Cristo   | Rosaura                              | Movistar+              | 1 episodio    |
| 2020 - 2021       | #Luimelia               | María Luisa "Luisita" Gómez Sanabria | Atresplayer            | 26 episodios  |
| 2020              | #Luimelia '77           | María Luisa "Luisita" Gómez Sanabria | Atresplayer            | 4 episodios   |
| 2021              | La cocinera de Castamar | Elisa Costa                          | Atresplayer y Antena 3 | 12 episodios  |
| 2023              | Noche de chicas         | Kira Monteolivo                      | Vix y Disney+          | 6 episodios   |
| 2024              | Las abogadas            | Lola González Ruiz                   | La 1                   | 6 episodios   |
| 2025              | Manual para señoritas   | Josefina                             | Netflix                | 8 episodios   |

### Cortometrajes
| Año  | Título           | Personaje              | Director                              |
| ---- | ---------------- | ---------------------- | ------------------------------------- |
| 2015 | Quadrophenia     | Chica de la biblioteca | Joecar Hanna                          |
| 2016 | Filter           | Sofía                  | Borja Sánchez                         |
| 2017 | Irene’s Love     | Irene                  | Carlos Moriana                        |
| 2021 | Cuando haces pop | Ruth                   | Kevin Castellano y Eduardo Hirschfeld |
| 2022 | XSmall           | Tania                  | Alba Gutiérrez                        |

Mi zona (2023)
Artesanía (2023)

## Teatro
Usero also has a background in stage acting, having performed in several classical and contemporary plays in Spain.
- Macbeth de William Shakespeare. Director : Vicente Genovés. Teatro Rialto.
- Mar i Cèl de Ángel Guimerá. ESAD Valencia. Directora: Pilar Silla.
- La habitación de Isabella de Jan Lawers. Director: Rafael Ricart.
- Locos, locos, locos. Director: Alberto Monrabal.
- Adela en La casa de Bernarda Alba de Federico García Lorca. ESAD Valencia.
- Nina en La Gaviota de Anton Chejov.
- Elena en Bajarse al moro de José Luis Alonso de Santos.
- Un amigo de verdad de Carlo Goldoni.

## Premios y candidaturas
Premios Cinema Jove
| Año  | Categoría                | Resultado |
| ---- | ------------------------ | --------- |
| 2021 | Premio Un futuro de cine | Ganadora  |

Premios Goya
| Año  | Categoría               | Película        | Resultado |
| ---- | ----------------------- | --------------- | --------- |
| 2021 | Mejor actriz revelación | La boda de Rosa | Nominada  |

Premios Feroz
| Año  | Categoría               | Película        | Resultado |
| ---- | ----------------------- | --------------- | --------- |
| 2021 | Mejor actriz de reparto | La boda de Rosa | Nominada  |

GLAAD Media Awards
| Año  | Categoría                                               | Serie     | Resultado | Notas                |
| ---- | ------------------------------------------------------- | --------- | --------- | -------------------- |
| 2021 | Outstanding Spanish-Language Scripted Television Series | #Luimelia | Nominada  | Junto a Carol Rovira |

Medallas del Círculo de Escritores Cinematográficos
| Año  | Categoría         | Película        | Resultado |
| ---- | ----------------- | --------------- | --------- |
| 2020 | Actriz revelación | La boda de Rosa | Nominada  |

Produ Awards
| Año  | Categoría         | Serie     | Resultado | Notas                |
| ---- | ----------------- | --------- | --------- | -------------------- |
| 2020 | Mejor serie corta | #Luimelia | Ganadora  | Junto a Carol Rovira |

Festival Internacional de Cine de Almería
| Año  | Categoría                        | Serie    | Resultado |
| ---- | -------------------------------- | -------- | --------- |
| 2021 | Mejor actriz en serie de comedia | Luimelia | Nominada  |

Festival internacional de series Nostrum
| Año  | Categoría         | Serie     | Resultado | Notas                |
| ---- | ----------------- | --------- | --------- | -------------------- |
| 2020 | Premio Conciencia | #Luimelia | Ganadora  | Junto a Carol Rovira |

Premios Andalesgai
| Año  | Categoría                               | Resultado | Notas                |
| ---- | --------------------------------------- | --------- | -------------------- |
| 2019 | Premio Andalesgai 2019 a la visibilidad | Ganadora  | Junto a Carol Rovira |